# KV8
KV8, acrònim de l'anglès King's Valley, és una tomba egípcia de l'anomenada Vall dels Reis, situada a la riba oest del riu Nil, a l'altura de la moderna ciutat de Luxor. Va ser la tomba de Merenptah el quart faraó de la dinastia XIX.

## Marc històric
Després del regnat de Ramsès II, va succeir el seu tretzè fill Merenptah, que ja aleshores era un ancià sexagenari que sorprendria a la Història sobrevivint deu anys més, de 1222-1212 aC, aproximadament. No obstant això, el que menys necessitava en aquell moment el país era un rei ancià, incapaç d'enfrontar-amb el vigor i la determinació necessàries als apressants problemes que havien sorgit a la fi del regnat de Ramsés II.
Merenptah va estar molt lluny d'igualar en grandesa al seu pare i al seu avi, però tampoc va ser un rei de segona categoria. Malgrat la seva avançada edat va poder rebutjar la invasió dels Pobles del Mar, una confederació de pirates que havia sembrat el caos a tot el Pròxim Orient i fins i tot havien pogut derrocar l'Imperi hitita. També es pensa que va poder ser el faraó esmentat en l'Èxode, ja que és de la seva època de quan es data el primer esment als nòmades que després conformarien el poble hebreu. Però poc més va fer el monarca: es va limitar a construir un modest temple funerari i la seva tomba a la Vall dels Reis, però sense tractar de fer ombra al ja immortalitzat Ramsès II.
El seu regnat va ser una continuïtat de l'anterior, en el fet que els problemes van seguir persistint i fins i tot augmentant. Els sacerdots d'Amón van buscar suports en la noblesa tebana i el virrei de Núbia, i la presència tot l'any del faraó en la seva nova capital a Pi-Ramsès van allunyar encara més l'Alt Egipte de l'esfera d'influència de Merenptah. També van augmentar les desigualtats, i l'existència de lladres i de bandes organitzades al llarg del Nil està ben documentada. L'ocàs de les Dues Terres havia començat, i els dies daurats ja s'estaven acabant.

## Situació
KV8 està situada a la part central de la Vall, al sud de la tomba de Ramsès II (KV7) i pràcticament davant de la coneguda KV55. Es troba al nord i pràcticament en paral·lel respecte a KV9, i també està molt a prop de KV62, la tomba de Tutankamon. Ofereix un disseny molt més simplificat i que ja heretarien tots els seus successors amb pocs canvis.
En KV8 s'abandona definitivament l'eix doblegat o lleugerament empès, i s'utilitza l'eix recte (present en totes les tombes reals dels monarques següents). Merenptah va ordenar suprimir els brancals de les portes per poder fer entrar l'enorme sarcòfag exterior, i amb aquest propòsit es va reduir el pendent descendent i es va augmentar l'amplada del lloc. També es pot observar la presència d'un corredor d'entrada (A) de longitud realment considerable, i l'existència d'un petit pou funerari: la tomba de Merenptah és l'última a incloure.
La tomba es pot dividir en les següents estances: l'entrada, tres primers passadissos (B, C, D), el pou (E), la sala de pilars (F), dos passadissos inferiors (G, I) amb una avantcambra entre ells (H) i finalment la cambra sepulcral (J) i una cambra auxiliar (K). A més de tots aquests llocs, la cambra K presenta tres petits magatzems contigus (Ca, Kb, Kc); la cambra J, quatre (Ha, Jb, Jc i Jd); i la cambra F un (Fa). Aquest últim té annex un petit nínxol, únic en disseny en tota la Vall, que respon a la nomenclatura habitual de Faa.

## Decoració
En estar situada en una part baixa de la Vall dels Reis, la tomba de Merenptah ha sofert periòdicament les inundacions del riu Nil, que han assolat la major part de la decoració del lloc. Aquest succés també s'ha donat en les tombes més pròximes en espai i temps, és a dir, les de Ramsés II i la dels seus fills, els germans i germanastres de Merenptah.
L'esquema de decoració de KV8 segueix la mateixa temàtica que les tombes de Seti I i Ramsés II, amb molt pocs canvis. L'estat de les pintures que han sobreviscut és notable, i segueixen conservant gairebé tots els colors amb molta vivesa, a excepció del verd i blau que es comença a perdre.
* El primer passadís descendent (B) té en la seva entrada la tradicional imatge del disc solar alat, en aquesta ocasió acompanyat de les deesses Isis i Neftis, així com estan inscripció els noms i epítets de Merenptah. Al llarg del corredor hi ha escenes de la Lletania de Ra, així com del rei davant els déus Ra-Horajti i Meretseger. També hi ha pintures de déus-voltor volant.
* El segon passadís (C) és molt similar a la decoració al primer, presentant un altre disc solar a la seva entrada, i més escenes de la Lletania de Ra. A tot això se li afegeixen parts del Llibre de les Portes, del Llibre dels Morts i fins i tot fragments de les hores tercera i quarta del Llibre de l'Amduat. Algunes de les imatges més representatives il·lustren a Isis, Neftis i Anubis.
* El tercer passadís (D) té la seva decoració tan danyada com els dos anteriors, però s'hi pot distingir amb certa claredat les hores quarta i cinquena de l'Amduat i al sostre, el cel quallat d'estrelles.
* El pou funerari (I) té en la seva entrada parts de les hores desena i onzena de l'Amduat i sobretot, imatges del rei acompanyat de diverses deïtats. Aquestes pintures han estat molt danyades, i és impossible distingir qui hi és representat, però es pot arribar a identificar Osiris, Anubis, els quatre fills de Horus i els seus quatre deesses protectores (Isis, Neftis, Neit i Serket).
* La sala de pilars (F) ha patit tant en la decoració com en la seva estructura arquitectònica, però tot i els desperfectes els experts van poder identificar-hi escenes del Llibre de les Portes i nombroses imatges del déu Osiris. També hi apareix la deessa Maat alada, i el mateix Merenptah amb divinitats com Ra-Horajti, Ptah i Horus. La cambra annexa Fa no té cap decoració, però el petit nínxol Faa sí, i a més no ha estat perjudicada per les inundacions. Es creu que aquest lloc estava destinat a albergar els vasos canopis de Merenptah (doncs apareixen els quatre fills d'Horus, destinats a protegir) o que era una capella dedicada a la memòria de Ramsès II, ja que trobem el seu nom i diversos dels seus epítets inscrits a la paret.
* Els següents corredors (G i I) han estat molt perjudicats per les inundacions, tant en les pintures com en l'estructura, però s'ha pogut endevinar part del ritual d'Obertura de la Boca sobre la mòmia de Merenptah. A la cambra H, situada entre dos passadissos, té una tapa del sarcòfag rebutjada costat de la paret, així com escenes del Llibre dels Morts, en què apareix el difunt faraó davant el tribunal d'Osiris.
* La cambra sepulcral (J) amb escales interiors-vuit pilars, té en el seu interior més escenes del Llibre de les Portes, així com part del Llibre de les Cavernes. El sostre té motius astronòmics. Per la seva banda, la decoració de les quatre cambres subsidiàries no està determinada, i el mateix podem dir les càmeres K, Ca, Kb i Kc, que a més han resultat molt danyades per les inundacions.
* És dada ben sabut que la tomba de Merenptah ha estat oberta des de l'antiguitat almenys fins a la cambra de pilars F. En tota aquesta longitud veiem fins a 135 grafits de diverses èpoques: demòtic, grec, llatí i fins i tot un dialecte anatoli que indica la procedència d'un dels turistes que va tenir aquest lloc fa segles.

## La mòmia real
El cadàver de Merenptah No s'ha trobat al DB320 amb el del seu pare, el seu avi i el seu besavi, i ja s'havia perdut l'esperança de trobar fins a la troballa del segon amagatall de mòmies reals, a la tomba de Amenhotep II, KV35. Aquest lloc estava molt a prop de KV8, així que el trasllat no va haver d'oferir molt problemes. I allà, al costat d'altres tants faraons, descansava el cos del successor del famós Ramsés II. El sarcòfag en què descansava Merenptah estava destinat en un principi a faraó Setnakht, el que ens fa pensar que el seu cos sigui un el pertanyent a l'únic home adult sense identificar de la tomba.
La mòmia va patir molts danys a les mans dels lladres que van saquejar la seva tomba: té trencada la clavícula dreta, s'ha estripat el braç dret i la regió abdominal, i té un lleig forat al cap, practicat potser per trobar algun tipus de joies dins del cap embalsamada del faraó. No obstant això, el que més va estranyar als arqueòlegs i experts que van examinar el cos va ser la falta dels òrgans sexuals, i que aquesta amputació l'havia patit el cos una mica abans o immediatament després de morir. Això indicaria una possible malaltia del faraó, que fins i tot podria haver-li causat la mort, o potser una pràctica funerària poc coneguda que no van practicar altres reis.
Sigui com sigui, l'ancià Merenptah estava ple de xacres en el moment en què li va arribar la mort: les dents estaven molt desgastats i patia una artritis degenerativa i arterioesclerosi a la columna vertebral. També s'ha pogut apreciar que té els fèmurs fracturats, però és possible que això es produís després de la mort. Tanmateix, és clar que Merenptah va tenir una vellesa difícil.